# Панама на летних Олимпийских играх 2004
Панама принимала участие в Летних Олимпийских играх 2004 года в Афинах (Греция) в четырнадцатый раз за свою историю, но не завоевала ни одной медали. Сборная страны состояла из 3 мужчин и 1 женщины.